# Deroplia nigrolineata
Deroplia nigrolineata là một loài bọ cánh cứng trong họ Cerambycidae.